# 프라디크 드 메네제스
프라디크 반데이라 멜루 드 메네제스(포르투갈어: Fradique Bandeira Melo de Menezes, 1942년 3월 21일 ~ )는 상투메 프린시페의 정치인으로, 외무 장관(1986년 ~ 1987년), 대통령(2001년 ~ 2011년)직을 역임했다.

## 일생
상투메 섬 출신으로 포르투갈에 있는 고등학교를 졸업하였고, 브뤼셀 자유대에서 교육학과 심리학을 공부했다.
2001년 마누엘 핀투 다 코스타를 제치고 대통령이 되었다. 취임 이후 그는 포르투갈 국적을 포기했다.
2003년 페르난두 페레이라의 쿠데타로 실각했으나, 일주일 후 대통령직에 다시 복귀했다. 2006년 총선에서는 미겔 트로보아다 전 대통령을 제치고 재선되었다. 2011년 마누엘 핀투 다 코스타에게 권한을 넘겨주었다.